# Serena Rossi
Pour les articles homonymes, voir Rossi.
 (juin 2021).
Serena Rossi (née le 31 août 1985 à Naples) est une actrice et une chanteuse italienne.
Elle est surtout connue pour son rôle dans le feuilleton de la chaîne de télévision Rai 3 Un posto al sole. En 2013 Rossi a donné sa voix à Anna dans la version italienne du long-métrage d’animation des studios Disney La Reine des neiges (Frozen).

## Biographie
Serena Rossi a fait ses débuts en 2002 en tant que chanteuse dans la comédie musicale C'era una volta ... Scugnizzi de Claudio Mattone et de Enrico Vaime. L'année suivante, elle est embauchée pour le rôle de Carmen Catalano dans Un posto al sole, rôle en alternance qu'elle couvrira dans le feuilleton jusqu'à la fin de la décennie. Cette interprétation la lance dans le monde du divertissement, à tel point qu'en 2005 lorsqu'elle revient au théâtre, elle parvient à être protagoniste : elle joue dans la comédie musicale Mal'aria, écrit et réalisé par Bruno Garofalo, version napolitaine de Roméo et Juliette.
Entre-temps, le 1er décembre 2006, son premier enregistrement, un EP titré Amore che, collection de 5 chansons folk originaire de Un posto al sole.
Dans les mêmes années, elle apparaît dans des productions télévisuelles telles que Rosafuria (2003) de Gianfranco Albano, Salvo D'Acquisto (2003) et Virginia, la monaca di Monza (2004) de Alberto Sironi, La moglie cinese (2006) de Aurelio Grimaldi, et Un posto al sole d'estate (2007). En 2007, elle réalise également son premier film sur grand écran, Liberarsi - Figli di una rivoluzione minore, et a reçu le prix dans la catégorie jeune Péninsule de Sorrente Arturo Esposito, avec la direction artistique de Mario Esposito. L'année suivante, elle rejoint le même «mécène» pour diriger l'événement. En novembre suivant, elle fait plutôt partie des protagonistes de l'épisode La vampa d'agosto de la série télévisée Commissaire Montalbano.
En 2010, Serena Rossi joue pour la première fois dans la minisérie télévisée Augustine: The Decline of the Roman Empire, de Christian Duguay et prend plus tard le rôle de l'agent choisi Barbara Castello dans la deuxième saison de Ho sposato uno sbirro, diffusé sur Rai Uno. Pour la même chaîne télévisée, en 2011, elle fait partie des protagonistes de la première saison de la série télévisée Che Dio ci aiuti, où elle joue Giulia Sabatini. L'année suivante, elle joue le rôle d'Anita Cescon dans la troisième saison de Les Spécialistes : Rome. En 2013, elle est la co-star du film Song'e Napule, de Marco et Antonio Manetti, à côté de Giampaolo Morelli; toujours avec le même casting, dans les années suivantes, elle participe en tant que personnage récurrent dans la série télévisée L'ispettore Coliandro. Encore une fois en 2013, dans le rôle de Rosetta, elle est lq protagoniste, aux côtés de Enrico Brignano, de la nouvelle édition de la comédie théâtrale Rugantino, tandis qu'au cinéma elle double la voix italienne d'Anna dans le film d'animation de Disney La Reine des neiges, et chante quelques chansons de la bande originale du long métrage en compagnie de Serena Autieri.
En 2014, elle concourt à l'émission Rai 1 Tale e quale show. La même année, elle  prête sa voix au personnage  Anna de Disney dans l'édition italienne de la série télévisée Once Upon a Time. Tandis qu'en décembre, elle enregistre une reprise de Vorrei incontrarti fra cent'anni avec Matteo Becucci, qui est inséré dans l'album Tutti quanti Mery par le chanteur toscan, où elle chante la chanson principale du film d'animation Winx Club : Le Mystère des abysses appeléeNoi siamo Winx, dans le rôle de Bloom. En 2015, elle rejoint le casting de la fiction Squadra mobile, spin-off de Giovanna, commissaire. Elle double à nouveau la princesse Anna dans le court métrage La Reine des neiges : Une fête givrée, suite du film original, distribué dans les cinémas avec Cendrillon. Elle prête également sa voix au personnage de Cendrillon dans la comédie musicale Into the Woods, dirigé par Rob Marshall.
En 2017, elle retourne travailler avec Marco et Antonio Manetti dans le film Ammore e malavita, présenté à la Mostra de Venise 2017; en septembre de la même année, elle remplace temporairement Caterina Balivo, en congé maternité, à la tête du programme de l'après-midi Detto fatto de Rai 2, et le mois suivant, elle est protagoniste du show du samedi soir Celebration de Rai 1, au côté de Neri Marcorè. En 2018, elle est choisie par Renzo Rubino pour faire un duo dans la chanson Custodire au Festival de Sanremo 2018; la même année elle participe à Da qui a un anno, sur Real Time, et le commentaire italien dela finale du Concours Eurovision de la chanson 2018 sur Rai 1.
En 2019, elle joue Mia Martini dans le téléfilm biographique Io sono Mia de Riccardo Donna; la même année, elle revient au cinéma avec le film Brave ragazze de Michela Andreozzi. L'année suivante, elle joue, avec Massimiliano Gallo et Gianni Ferreri, dans les débuts du réalisateur Morelli dans 7 ore per farti innamorare; à nouveau en 2020, elle participe avec Stefano Accorsi et Maya Sansa à Lasciami andare de Stefano Mordini, film de clôture du Mostra de Venise 2020. L'année suivante, elle joue sur Rai 1 dans la série Mina Settembre, transposition de la série littéraire de Maurizio de Giovanni, et participe au doublage du film «Majo minarai wo sagashite», tiré de la série animée Magical DoReMi.

## Vie privée
Depuis 2008, elle a une relation amoureuse avec l'acteur Davide Devenuto, connu sur le tournage de Un posto al sole, avec qui elle a eu un fils en 2016.

## Filmographie

### Cinéma
- 2017 :  Ammore e malavita de Marco et Antonio Manetti
- 2019 : Io sono Mia de Riccardo Donna : Mia Martini
- 2020 : Lasciami andare de Stefano Mordini : Anita
- 2021 : Diabolik de Marco et Antonio Manetti : Elisabeth
- 2024 : Le train des enfants.

## Récompenses
- Oscar dei giovani 2012 del Centro Europeo per il Turismo e lo Spettacolo
- Prix Massimo Troisi 2013 - Meilleure Actrice comique
- Prix Italian Movie Award 2015 pour Song ‘e Napule
- Oscar dei giovani 2015 del Centro Europeo per il Turismo e lo Spettacolo
- Prix Giffoni Experience 2015
- Prix de la ville de Fiumicino Contro tutte le mafie 2016
- Prix pour Troppo napoletano de la VIII édition du Galà del Cinema e della Fiction in Campania 2016
- Distinction lors de la Biennale Nationale Garinei e Giovannini 2017
- Prix Ischia Art Award 2017 au Global Film & Music Fest 2017 d'Ischia
- Prix de la meilleure interprète féminine 2017 pour Ammore e malavita lors des Giornate Professionali di Cinema di Sorrento
- Prix  RdC Awards 2017 au Tertio Millennio Film Fest pour la meilleure interprétation chantante dans Ammore e malavita
- David di Donatello 2018 pour la Meilleure chanson originale Bang Bang dans Ammore e malavita
- Nastro d'argento 2018 comme Meilleure Actrice de comédie et Meilleure chanson originale Bang Bang dans Ammore e malavita
- Ciak d'oro - Coup de cœur 2018 pour l'interprétation dans Ammore e malavita
- Prix Kineo Diamanti al Cinema 2018 pour l'interprétation dans Ammore e malavita